# Club Deportivo Guadalajara Premier
El Club Deportivo Guadalajara Premier fue un equipo filial, sin derecho a ascenso, del Club Deportivo Guadalajara de la Primera División de México. Participó en el Grupo 1 de la Serie A de la Segunda División de México, la Liga Premier. Jugó sus partidos de local en las instalaciones de Verde Valle.

## Historia
El 25 de mayo de 2015 se anunció que los 18 equipos de Primera División tendrían un equipo filial en la Liga Premier de la Segunda División, para que los jugadores que superen los 20 años de edad y ya no puedan participar en la categoría Sub-20 se mantengan activos. Tras esto, el equipo Chivas Rayadas dejó de existir y su lugar como filial de segunda división del Club Deportivo Guadalajara fue tomado por el Guadalajara Premier.
El 15 de mayo de 2019 se dio a conocer el fin del equipo de Liga Premier por parte de la directiva del Club Deportivo Guadalajara argumentando la búsqueda de otras opciones para la formación de los jugadores pertenecientes a la cantera del equipo.

## Temporadas
Franquicia Chivas Rayadas
| Apertura 2015 | 3.Segunda LPA     | 11o. Grupo II |
| Clausura 2016 | 3.Segunda LPA     | 5o.(Final)    |
| Apertura 2016 | 3.Segunda LPA     | 2o. Grupo I   |
| Clausura 2017 | 3.Segunda LPA     | 1.º Grupo I   |
| Apertura 2017 | 3.Segunda Serie A | 6o. Grupo I   |
| Clausura 2018 | 3.Segunda Serie A | 9°. Grupo I   |
| 2018/2019     | 3.Segunda Serie A | 1°. Grupo I   |